# Dvoriste
Dvoriste (macedónul: Двориште), település Észak-Macedóniában, a Kelet-Macedóniai körzet Berovói járásában.

## Népesség
| Lakosok száma | 1162 | 1339 | 1318 | 1182 | 955  | 845  | 825  | 757  | 641  |
|               | 1948 | 1953 | 1961 | 1971 | 1981 | 1991 | 1994 | 2002 | 2021 |

2002-ben 757 lakosa volt, akik mindannyian macedónok.